# Соманахалли Маллайя Кришна
Соманаха́лли Малла́йя Кри́шна (англ. Somanahalli Mallaiah Krishna, канн. ಸೋಮನಹಳ್ಳಿ ಮಲ್ಲಯ್ಯ ಕೃಷ್ಣ; 1 мая 1932, Соманахалли, Майсур, Британская Индия — 10 декабря 2024, Бангалор) — индийский политический и государственный деятель, министр иностранных дел Индии (2009—2012), член верхней палаты индийского парламента от Карнатаки, главный министр Карнатаки (1999—2004), губернатор Махараштры (2004—2008).

## Биография

### Ранние годы
С. М. Кришна родился 1 мая 1932 года в деревне Соманахалли (ныне в округе Мандья на юге Карнатаки). Окончил Майсурский университет, где получил учёную степень бакалавра искусств. Затем продолжил образование в Бангалоре, где окончил Университетский колледж права (в то время носивший название Государственный колледж права). Для продолжения образования Кришна отправился в США, где учился в Южном методистском университете в Далласе, а затем в Школе права Университета Джорджа Вашингтона.

### Политическая карьера

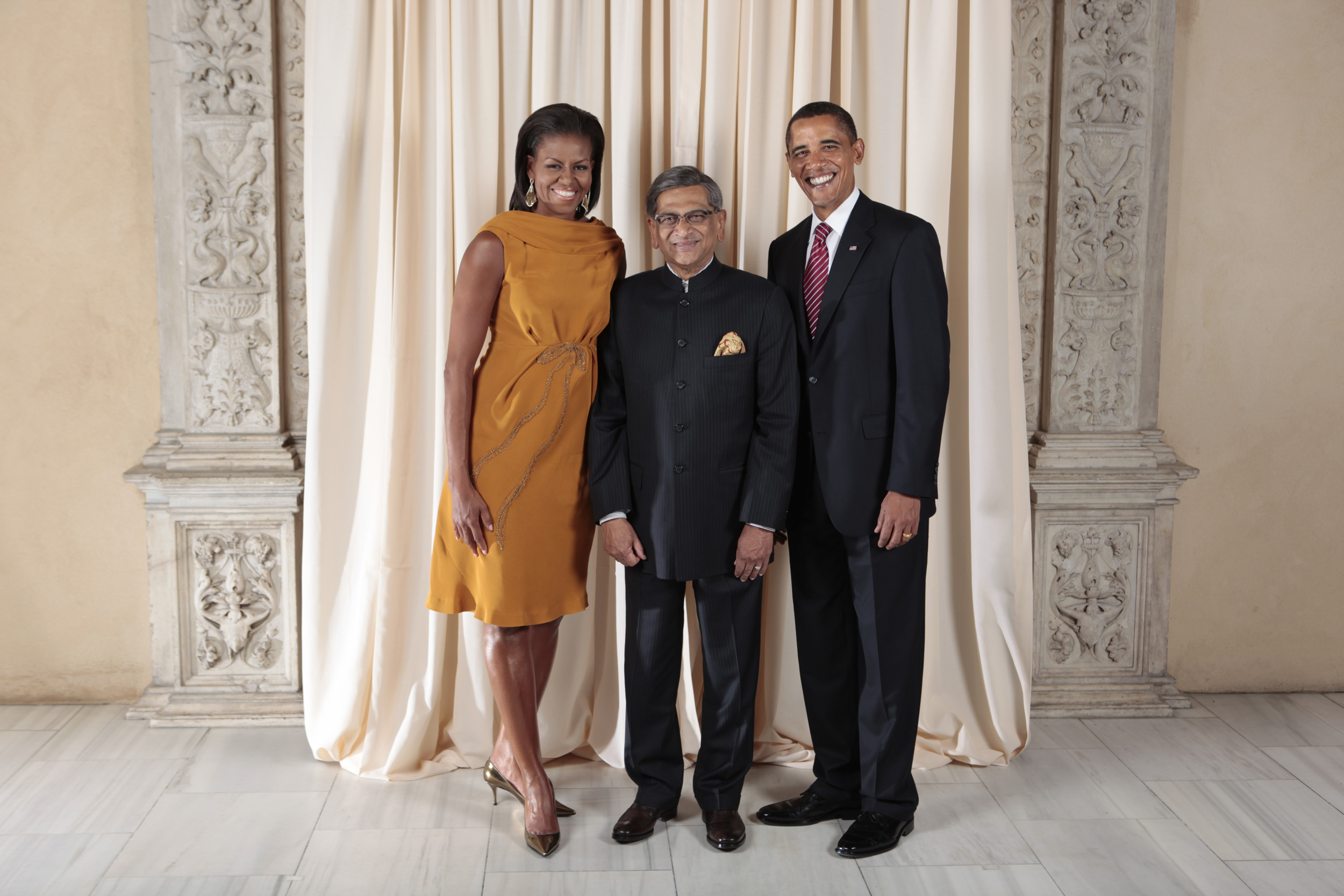
С. М. Кришна (в центре) с президентом США Бараком Обамой и первой леди Мишель Обама во время приёма в Метрополитен-музее в Нью-Йорке.

В 1962 году, вскоре после возвращения в Индию, Кришну избрали в Законодательное собрание Карнатаки. В 1968 году он впервые был избран в Лок сабху. Кришна был депутатом нижней палаты индийского парламента IV, V  и VII созывов. В 1983—1984 годах, во время премьерства Индиры Ганди, Кришна занимал пост заместителя министра торговли и промышленности Индии. В 1984—1985 годах, в период премьерства Раджива Ганди, он был заместителем министра финансов Индии. В 1996—2006 годах Кришна был депутатом Раджья сабхи, а в 1989—1992 годах — спикером Законодательного собрания Карнатаки и заместителем главного министра этого штата.
В 1999 году Кришна привёл возглавляемую им региональную партию к победе на местных выборах и стал главным министром Карнатаки — пост, на котором он оставался до 2004 года. В 2004—2008 годах Кришна занимал пост губернатора Махараштры.
5 марта 2008 года Кришна ушёл в отставку с поста губернатора Махараштры с целью вернуться к активной политической деятельности в своём родном штате. Кришна был вновь избран в Раджья сабху и 22 мая 2009 года занял пост министра иностранных дел Индии. 26 октября 2012 года подал в отставку с поста министра иностранных дел.

### Обвинения в коррупции
В 2011 году Кришну и двух других бывших главных министров Карнатаки обвинили в коррупции. 21 января 2012 года Верховный суд Карнатаки начал изучение дела по которому Кришне инкриминируется то, что в его бытность главным министром Карнатаки в 1999—2004 годах был отменён заповедный режим для 11 000 км² лесных угодий, что позволило горнодобывающим компаниям начать добычу полезных ископаемых на этой территории.

## Личная жизнь
29 апреля 1964 года Соманахалли Маллайя Кришна женился на девушке по имени Према. От этого брака имеет двух дочерей, одна из которых Малавика (англ. Malavika) в 1996 году стала женой будущего миллиардера Ви Джи Сиддхартхи. Вторая — Шамбхави (англ. Shambhavi) замужем за сводным братом «беглого алкогольного барона».
Умер 10 декабря 2024 года в возрасте 92 лет в своей резиденции в Бангалоре в результате продолжительной болезни.

## Политическая карьера
- Депутат Законодательного собрания Карнатаки III созыва в 1962—1967 годах
- Участник парламентской конференции в Новой Зеландии в 1965 году
- Депутата Лок сабхи V созыва в 1971—1976 годах
- Депутата Лок сабхи VII созыва в 1980—1984 годах
- Депутат Законодательного совета Карнатаки в 1972—1977 годах
- Министр торговли и промышленности в правительстве Карнатаки в 1972—1977 годах
- Член делегации Индии в ООН в 1982 году
- Заместитель министра торговли и промышленности Индии в 1983—1984 годах
- Заместитель министра финансов Индии в 1984—1985 годах
- Депутат Законодательного собрания Карнатаки 9-го созыва в 1989—1992 годах
- Спикер Законодательного собрания Карнатаки в 1989—1993 годах
- Делегат на Парламентском семинаре стран Британского содружества в Великобритании в 1990 году
- Заместитель главного министра Карнатаки в 1992—1994 годах
- Депутат Раджья сабхи в 1996—2006 годах
- Главный министр Карнатаки в 1999—2004 годах
- Губернатор Махараштры в 2004—2008 годах
- Министр иностранных дел Индии в 2009—2012 годах